# F.E. Hundrup
Ferdinand Emil Hundrup (født 22. december 1808 i Slagelse, død 12. august 1879 i Roskilde) var en dansk personalhistoriker.
Hans forældre var garnisonskirurg, senere hospitalslæge Andreas Hundrup (1776–1849) og Anna Marie født Hundrup (1780–1863). Han gik 9 år i sin fødebys lærde skole, hvorfra han blev student 1827. Stærkt påvirket af dr. Simon Meisling og skolens overlærer, den senere kendte rektor H.M. Flemmer, bestemte han sig for det filologiske studium. Imidlertid fik han først 1836 embedseksamen, da han, som han skriver, "ikke gav sine Bestræbelser den rette Begrænsning"; samme år blev han konstitueret adjunkt i Randers og forflyttedes derfra 1844 som overlærer til Roskilde Katedralskole, i hvilket embede han blev til 1866. Fra 1854 til sin død var han desuden bibliotekar ved Sjællands Stiftsbibliotek.
Allerede i Randers havde han mistet brugen af det venstre øje, og senere aftog hans syn meget, hvorved han hæmmedes i sin virksomhed og som lærer ofte følte sig meget nedtrykt; det må derfor så meget mere anerkendes, at han med udholdende flid kastede sig over personalhistoriske og genealogiske sysler. Det var særlig de lærde skolers (læreres og disciples) personalia, han gav sig af med. I 1843–45 udgav han Skolekalender, indeholdende historisk-statistiske Efterretninger om de lærde Skoler, der efterfulgtes af Biografiske Efterretninger om de Kandidater, der have underkastet sig filologisk Embedsexamen og Biografiske Efterretninger om dem, der ved Kjøbenhavns Universitet have erholdt de højeste akademiske Værdigheder (Doctores theologiæ, juris & medicinæ), 1854-59; 2. bind om magistre, doctores phil. og dem, der have erholdt universitetsguldmedaljer, foreligge kun i manuskript. 1863 udgav han Biografiske Efterretninger om de fra Slagelse lærde Skole dimitterede Disciple og senere Lærerstanden ved en stor del nu bestående eller nedlagte lærde skoler, til dels ledsaget af stamtavler.
Hundrup benyttede Københavns Universitets arkiv, og han var en af de første, som drog nytte af Enkekassens arkiv, mangen en lørdag eftermiddag, når hans skolegjerning var forbi, kørte han ind til København for at anvende søndagen til undersøgelser der; men ellers benyttede han væsentligst kun trykte kilder; disse forstod han at bruge med en del kritik, så hans arbejder må regnes til de bedre af den tids personalhistoriske frembringelser (hans senere arbejder er på grund af hans svage syn og en slet korrektur overmåde fulde af skrive- og trykfejl). Hans genealogiske bidrag har ringere værdi. Da han var blevet fuldstændig blind, skænkede han 1877 sine samlinger til Gehejmearkivet (nu Rigsarkivet). Samme år fik han titel af professor.
Gift 16. april 1837 i Jebjerg Kirke med Marie Caroline Nielsen (20. maj 1811 i København – 14. december 1889 i Roskilde), datter af kammertjener hos Frederik VI Christian Nielsen (1751–1835) og Caroline Augustine Friedemann (1776–1848).
Han er begravet i Roskilde. Der findes et portrætmaleri af Ludvig Fædderholt fra 1830 og et xylografi fra 1876.